# Savignac-de-Duras
Savignac-de-Duras ist eine französische Gemeinde mit 214 Einwohnern (Stand 1. Januar 2022), den Savignacais, im Département Lot-et-Garonne in der Region Nouvelle-Aquitaine.

## Geografie
Savignac-de-Duras ist ein Dorf im Weinbaugebiet Côtes de Duras.

## Bevölkerungsentwicklung
| Jahr      | 1962 | 1968 | 1975 | 1982 | 1990 | 1999 | 2006 | 201 | 2016 |
| Einwohner | 328  | 296  | 242  | 221  | 217  | 217  | 254  | 223 | 220  |

## Sehenswürdigkeiten
- Kirche Saint-Vincent, 13. Jahrhundert

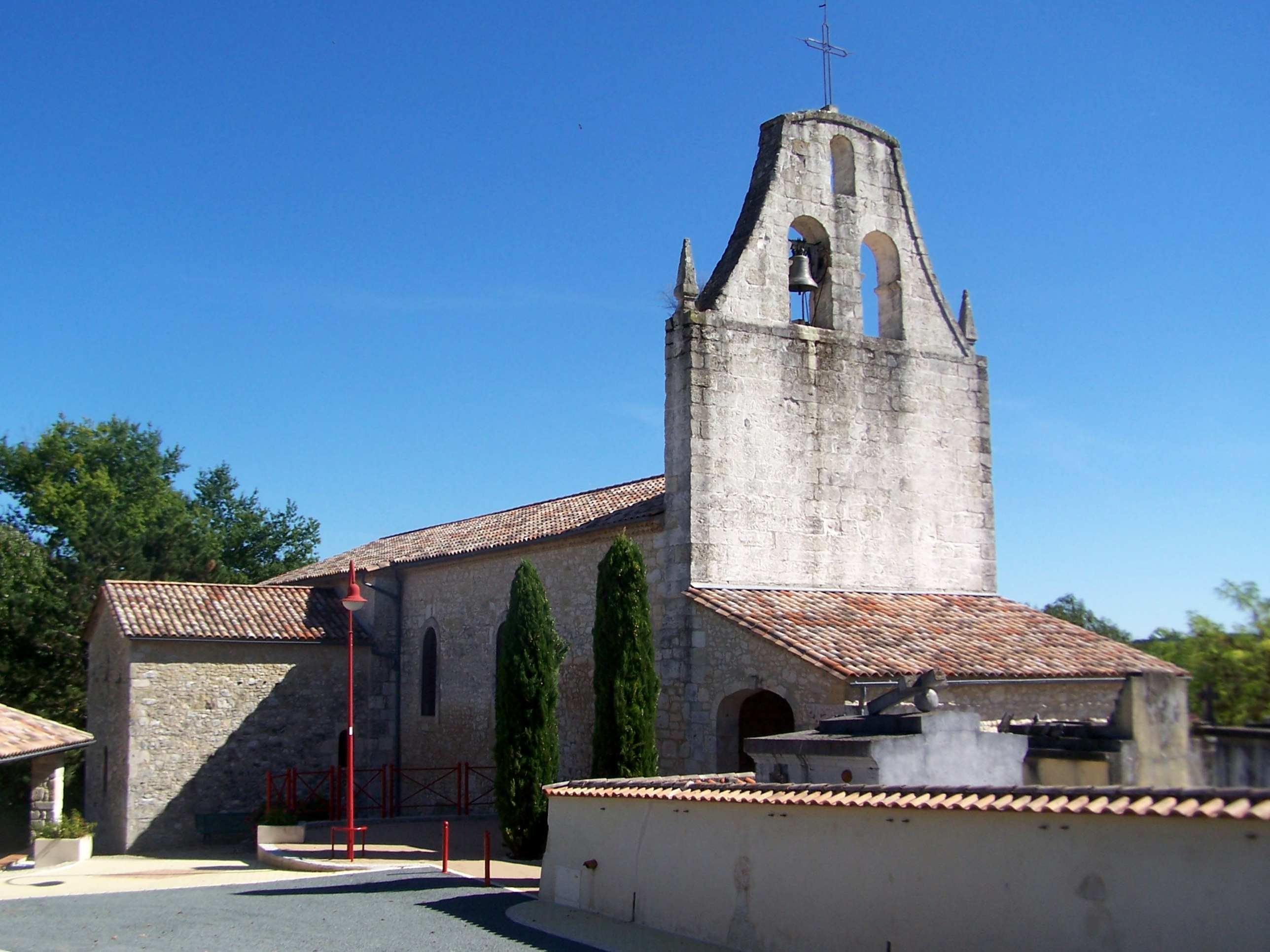
Kirche Saint-Vincent